# 霍金大見解：留給世人的十個大哉問與解答
《霍金大見解》一書是英國理論物理學家史蒂芬·霍金所撰寫的大眾科學書籍，旨在透過問答的方式回應世人對這個世界常抱持的十大疑問。在 2018 年 10 月 16 日由英國霍德&斯托頓以及美國班騰書店分別以精裝書和平裝書的方式出版。隔年 2 月 25 日，天下文化出版社在台發行正體中文翻譯版本。
事實上，由於霍金在書籍出版前的 2018 年 3 月 14 日即辭世，因此本書當時並未完成。係之後由其同事、家人透過霍金的遺產拼湊而成。此外，書內包含由曾在電影《愛的萬物論》中飾演霍金的演員艾迪·瑞德曼所撰寫的序；由美國理論物理學家基普·索恩所寫的引言；以及由作者女兒凱薩琳·露西·霍金所著的後記。